# Niederau (Saksonia)
Niederau – miejscowość i gmina w Niemczech, w kraju związkowym Saksonia, w okręgu administracyjnym Drezno, w powiecie Miśnia.

## Współpraca
Miejscowość partnerska:
- Hirschberg an der Bergstraße, Badenia-Wirtembergia